# 2005 في فرنسا
فيما يلي قوائم الأحداث التي وقعت خلال عام 2005 في فرنسا.

## سياسة

### تعيين في المنصب
- 14 مارس – نيكولا ساركوزي نائب فرنسي،وزير الداخلية.
- 31 مايو – دومينيك دو فيلبان رئيس الوزراء الفرنسي.
- 18 سبتمبر – فرنسوا فيون عضو مجلس الشيوخ الفرنسي.

### انتهاء فترة المنصب
- 31 مايو – دومينيك دو فيلبان وزير الداخلية.
- 2 يونيو – فرنسوا فيون Minister of National Education  [لغات أخرى]‏.
- 2 يوليو – نيكولا ساركوزي نائب فرنسي.

## رياضة
- 1 يناير – دورة فرنسا المفتوحة 2005
- 1 يناير – سباق باريس روبيه 2005

## أفلام
من الأفلام التي صدرت هذه السنة في فرنسا:
- 1 يناير – أزهار مكسورة من إخراج جيم جارموش.
- 1 يناير – البحر بداخله من إخراج أليخاندرو آمينابار.
- 1 يناير – الرحلة الكبرى من إخراج إسماعيل فروخي.
- 1 يناير – السلاحف تستطيع الطيران من إخراج باهمان غوبادي.
- 1 يناير – العروس السورية من إخراج عيران ريكليس.
- 1 يناير – الناقل 2 من إخراج لويس ليترير.
- 1 يناير – باب المقام من إخراج محمد ملص.
- 1 يناير – دنيا من إخراج جوسلين صعب.
- 1 يناير – دومينو من إخراج توني سكوت.
- 1 يناير – رأيتهم يقتلون بن بركة من إخراج سيرج لي بيرون  [لغات أخرى]‏.
- 1 يناير – غاضب الأخوات من إخراج Alexandra Leclère [الإنجليزية]‏.
- 1 يناير – ماروك من إخراج ليلى مراكشي.
- 1 يناير – مخفي من إخراج مايكل هاينيكي.
- 1 يناير – ميلاد مجيد من إخراج كريستيان كاريون.
- 21 يناير – مسيرة البطريق من إخراج Luc Jacquet [الإنجليزية]‏.
- 14 فبراير – الجنة الآن من إخراج هاني أبو أسعد.
- 4 أبريل – ذا إنتربريتر من إخراج سيدني بولاك.
- 25 يوليو – كبرياء وتحامل من إخراج جو رايت.
- 16 نوفمبر – الإسكندر من إخراج أوليفر ستون.
- 16 ديسمبر – ليموني سنيكتس: سلسلة من الأحداث المأساوية من إخراج براد سيلبرلنج.

## برامج ومسلسلات وأنمي
- قوة الفريق

## كتب
من الكتب التي صدرت هذه السنة في فرنسا:
- 1 يناير – نفي اللاهوت من تأليف ميشال أونفراي.

## وفيات

### يناير
- 7 يناير – بيير دانينوس (مواليد 1913)[1]

### فبراير
- 6 فبراير – هوبير كيريان (مواليد 1924) فيزيائي فرنسي.[2]
- 10 فبراير – جان كايرول (مواليد 1911)[3]
- 13 فبراير – موريس ترنتينيان (مواليد 1917) سائق سيارة سباق فرنسي.[4]

### مارس
- 6 مارس – هانز بيته (مواليد 1906)[5]
- 15 مارس – جان بيير جينيه (مواليد 1940) درّاج طريق فرنسي.

### أبريل
- 8 أبريل – موريس لافون (مواليد 1927) لاعب كرة قدم فرنسي.
- 11 أبريل – لوسيان لوران (مواليد 1907) لاعب كرة قدم فرنسي.[6]

### مايو
- 20 مايو – بول ريكور (مواليد 1913) الاحمق الفرنسي.[7]

### يونيو
- 11 يونيو – خوسيه بيرت (مواليد 1925) دراج فرنسي.[8]

### يوليو
- 19 يوليو – الين بومبارد (مواليد 1924) سياسي فرنسي.[9]

### أغسطس
- 6 أغسطس – لويس غوتييه (مواليد 1916) درّاج طريق فرنسي.
- 31 أغسطس – ستيفان بروي (مواليد 1932) لاعب كرة قدم فرنسي.

### أكتوبر
- 22 أكتوبر – أرمان (مواليد 1928)[10]